# Wadih El Safi

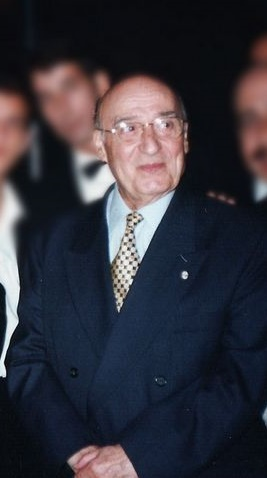
Wadih El Safi, 2012

Wadih El Safi (arabisch وديع الصافي, DMG Wadīʿ aṣ-Ṣāfī; * 1. November 1921 in Niha; † 11. Oktober 2013 in Mansourieh) war ein libanesischer Sänger, Songwriter, Komponist und Schauspieler.

## Werdegang
El Safi absolvierte eine klassische Musikausbildung am Nationalkonservatorium in Beirut und begann seine musikalische Laufbahn siebzehnjährig, als er einen Gesangswettbewerb des libanesischen Rundfunks gewann. Er trat bei Festivals und Konzerten im Mittleren Osten auf und wurde mit etwa 3000 Songs als die „Stimme des Libanons“ einer der populärsten Sänger seines Landes. Daneben war er auch als Theaterschauspieler aktiv und wirkte in mehreren Filmen mit. Die Zeit des Libanesischen Bürgerkrieges verbrachte er in Frankreich. 2013 starb er an den Folgen einer Lungenerkrankung.

## Diskografie

### Singles (Auswahl)
- Al Lailu Ya Laila
- Al Yadi El Yadi
- Tallou Hbabna